# Carbón en India

Evolución de la producción de carbón de la India a lo largo del y principios del.

El carbón en la India se extrae desde 1774, siendo la India el segundo mayor productor y consumidor de carbón solo por detrás de China, extrayendo 997 millones de toneladas métricas (1.099 millones de toneladas cortas) tan sólo en el ejercicio fiscal 2023-24. Alrededor del 20% del carbón es importado. Debido a la demanda, el desajuste de la oferta y la mala calidad con un alto contenido de cenizas, la India importa carbón metalúrgico para satisfacer la escasez de suministro interno. Dhanbad, la mayor ciudad productora de carbón, ha sido llamada la capital del carbón de la India. La empresa estatal Coal India tuvo el monopolio de la minería de carbón entre su nacionalización en 1973 y 2018.
La mayor parte del carbón se quema para generar electricidad y la mayor parte de la electricidad se genera a partir de carbón, pero las centrales eléctricas de carbón han sido criticadas por las leyes ambientales. El impacto en la salud y el medio ambiente de la industria del carbón es grave, y la eliminación gradual del carbón tendría beneficios a corto plazo para la salud y el medio ambiente que superarían ampliamente los costos. La electricidad de los nuevos parques solares en la India es más barata que la generada por las plantas de carbón existentes en el país.

## Reservas

### Distribución de las reservas de carbón por estado
La siguiente tabla muestra las reservas de carbón estimadas en la India por estado al 1 de abril de 2021.
| Estado             | Reservas de carbón (en mil millones de toneladas métricas) | Tipo de yacimiento de carbón |
| ------------------ | ---------------------------------------------------------- | ---------------------------- |
| Jharkhand          | 86.217                                                     | Carbonífero                  |
| Odisha             | 84.878                                                     | Carbonífero                  |
| Chhattisgarh       | 73.424                                                     | Carbonífero                  |
| Bengala Occidental | 33.092                                                     | Carbonífero                  |
| Madhya Pradesh     | 30.217                                                     | Carbonífero                  |
| Telangana          | 22.851                                                     | Carbonífero                  |
| Maharashtra        | 12.936                                                     | Carbonífero                  |
| Bihar              | 3.464                                                      | Carbonífero                  |
| Andhra Pradesh     | 2.247                                                      | Carbonífero                  |
| Uttar Pradesh      | 1.062                                                      | Carbonífero                  |
| Meghalaya          | 0.576                                                      | Cenozoico                    |
| Assam              | 0.525                                                      | Cenozoico                    |
| Nagaland           | 0.446                                                      | Cenozoico                    |
| Sikkim             | 0.101                                                      | Carbonífero                  |
| Arunachal Pradesh  | 0.09                                                       | Cenozoico                    |
| India              | 352.13                                                     |                              |

### Distribución de las reservas de lignito por estado
La siguiente tabla muestra las reservas estimadas de lignito en la India por estado al 1 de abril de 2021.
| Estado             | Reservas de carbón (en mil millones de toneladas métricas) |
| ------------------ | ---------------------------------------------------------- |
| Tamil Nadu         | 36.490                                                     |
| Rajastán           | 6.349                                                      |
| Guyarat            | 2.722                                                      |
| Puducherry         | 0.417                                                      |
| Jammu y Cachemira  | 0.028                                                      |
| Kerala             | 0.01                                                       |
| Bengala Occidental | 0.004                                                      |
| India              | 46.02                                                      |